# Daniel L. Kastner

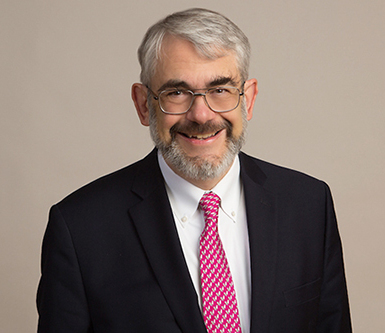
Daniel L. Kastner, 2018

Daniel Lindsley „Dan“ Kastner (* 8. Juli 1951 in Lockport, New York) ist ein US-amerikanischer Rheumatologe an den National Institutes of Health.

## Leben und Wirken
Daniel L. Kastner erwarb 1973 an der Princeton University einen Bachelor in Philosophie und am Baylor College of Medicine 1979 bei Robert R. Rich mit der Arbeit Role of the Qa-1 Region in Cell-Mediated Immune Responses einen Ph.D. und 1982 ebendort den M.D. als Abschluss des Medizinstudiums. Am Baylor College absolvierte er auch seine Facharztausbildung (Innere Medizin 1985). Ab 1985 war er am National Institute of Arthritis, Diabetes, and Digestive and Kidney Diseases, ab 1987 am National Institute of Arthritis and Musculoskeletal and Skin Diseases, beides Einrichtungen der National Institutes of Health (NIH) in Bethesda, Maryland. 1990 erwarb er den Facharzt für Rheumatologie. An den NIH ist Kastner (Stand 2021) wissenschaftlicher Direktor der Forschungsabteilung (Intramural Research Program, IRP) des National Human Genome Research Institute.
Kastner ist vor allem für seine Arbeiten zum familiären Mittelmeerfieber (FMF), zum TNF-Rezeptor-assoziierten periodischen Fiebersyndrom (TRAPS), zum NOMID (ein Cryopyrin-assoziiertes periodisches Syndrom) und zur Autoinflammation insgesamt bekannt, ein Konzept das auf Kastner zurückgeht. So konnte er Pyrin identifizieren, ein Eiweiß, dessen Bildung beim FMF gestört ist und dessen Sequenzmotiv in mehr als 20 Eiweißen vorkommt, von denen viele an Entzündung und ihrer Regulation beteiligt sind.
Dan Kastner hat laut Google Scholar einen h-Index von 120, laut Datenbank Scopus einen von 106 (jeweils Stand September 2024).

## Auszeichnungen (Auswahl)
- 1995 gewähltes Mitglied der American Society for Clinical Investigation
- 2010 Mitglied der National Academy of Sciences[3]
- 2011 Ehrendoktorat der Elmezzi Graduate School of Molecular Medicine
- 2012 Mitglied des Institute of Medicine (heute National Academy of Medicine)[4]
- 2018 Samuel J. Heyman Service to America Medal der US-Regierung[5]
- 2019 Ross Prize in Molecular Medicine der New York Academy of Sciences[6]
- 2021 Crafoord-Preis für Polyarthritis-Forschung[7]
- 2024 George M. Kober Medal